# Monogonia palustris
Monogonia palustris là một loài thực vật có mạch trong họ Dryopteridaceae. Loài này được (Poir.) C. Presl miêu tả khoa học đầu tiên.